# Smilno
Smilno – wieś (obec) w powiecie Bardejów w kraju preszowskim na Słowacji, w historycznym regionie Szarysz. Powierzchnia 13,796 km². Ludność: 712 mieszkańców (21.05.2011 r.).
Smilno leży na Pogórzu Ondawskim, u południowych podnóży masywu Smilniańskiego Wierchu (słow. Smilniansky vrch), na wysokości 400–440 m n.p.m.
Pierwsza wzmianka o miejscowości pochodzi z 1250 r. We wsi wczesnogotycki kościół katolicki z XIII w., przebudowany w stylu barokowym w 1768 r.